# Station Sant Feliu de Llobregat
Sant Feliu de Llobregat (Spaans: San Felíu de Llobregat) is een station van de Cercanías Barcelona. Het is gelegen in de gelijknamige plaats.
Men kan hier gebruikmaken van lijn 1 en lijn 4. Passagiers kunnen gebruikmaken van de parkeerplaats van het station en er kan overgestapt worden op regionale en stadsbussen.

## Lijnen
| Eindbestemming                                | Vorig station         | Lijn | Volgend station | Eindbestemming          |
| --------------------------------------------- | --------------------- | ---- | --------------- | ----------------------- |
| Station Molins de Rei                         | Station Molins de Rei |      | Sant Joan Despí | Mataró Maçanet-Massanes |
| Sant Vicenç de Calders Vilafranca del Penedès | Molins de Rei         |      | Sant Joan Despí | Terrassa Manresa        |